# Bereznjatskij Kanal
Bereznjatskij Kanal (ryska: Березняцкий Канал) är en kanal i Belarus. Den ligger i den centrala delen av landet, 180 kilometer söder om huvudstaden Minsk.
I omgivningarna runt Bereznjatskij Kanal växer i huvudsak blandskog. Runt Bereznjatskij Kanal är det glesbefolkat, med 20 invånare per kvadratkilometer.